# Hingalol
Hingalol eller Hingalool (Somali: Xingalool) är en ort på Hadeedplatån i norra Sanaagregionen i Somalia. 

## Namnet
Ordet Hingalol kommer från termerna Hin (vilket betyder "tätt" i den somaliska språket) och Galol (vilket är det lokala namnet för akacia) vilket i sin tur blir orden "tät akaciaträd".

## Klaner
Hingalol bebos huvudsakligen av människor från den somaliska folkgruppen, samt Warsangali Darod.